# 富山県道358号横越大滝線
富山県道358号横越大滝線（とやまけんどう358ごう よこごしおおたきせん）は、富山県高岡市内を通る一般県道（富山県道）である。

## 概要

### 路線データ
- 起点：富山県高岡市戸出横越65の2[1]（＝富山県道9号富山戸出小矢部線交点）
- 終点：富山県高岡市福岡町大滝216の1[1]（＝大滝（南）交差点・富山県道276号西中大滝線交点）

## 歴史
- 1973年（昭和48年）3月31日：路線認定[1][2]。

## 地理

### 通過する自治体
- 富山県高岡市

### 接続道路
- 富山県道9号富山戸出小矢部線（高岡市醍醐）
- 富山県道259号北高木立野線（高岡市醍醐・醍醐横越下交差点）
- 富山県道48号福光福岡線（高岡市福岡町江尻・江尻交差点）
- 富山県道48号福光福岡線（高岡市福岡町上蓑・上蓑交差点）
- 富山県道276号西中大滝線（高岡市福岡町大滝・大滝（南）交差点：終点）

### 周辺
- 三協立山アルミ 福岡工場
- 北陸電力 福岡変電所
- 能越自動車道
- いなほ化工 富山工場
- あいの風とやま鉄道線 福岡駅
- 富山県立福岡高等学校